# St. Croix Falls (thị trấn), Wisconsin
St. Croix Falls là một thị trấn thuộc quận Polk, tiểu bang Wisconsin, Hoa Kỳ. Năm 2010, dân số của thị trấn này là 1.141 người.